# Le Boucher
Pour les articles homonymes, voir Le Boucher (homonymie).
Pour l’article ayant un titre homophone, voir Leboucher.
Cet article possède un paronyme, voir Timothé Le Boucher.
Pour plus de détails, voir Fiche technique et Distribution.
Le Boucher est un film franco-italien réalisé par Claude Chabrol en 1969 et sorti en salles en 1970 en France.

## Synopsis
À Trémolat, dans le Périgord, on célèbre le mariage de l'instituteur Léon Hamel avec une jeune femme du village. Parmi les invités de la cérémonie, la jeune collègue de l'enseignant, Hélène Davile, qui est également la directrice de l'établissement scolaire et Paul Thomas, surnommé « Popaul », le boucher du village.
Hélène et Paul font connaissance durant le repas de mariage et sympathisent. Sous le charme de la jeune femme, le commerçant lui confie qu'il a fui son père violent en s'engageant dans l'armée et a participé aux guerres d'Indochine et d'Algérie. Hélène, quant à elle, d'origine parisienne, a vécu une histoire d'amour qui s'est mal terminée. La jeune institutrice, qui considère Popaul comme un ami meublant sa solitude, fait participer le boucher aux activités des élèves et l'invite chez elle pour discuter.
La quiétude du village se dissipe quand on découvre le cadavre d'une jeune fille du village, assassinée à coups de couteau. Lors d'une sortie scolaire avec ses élèves, Hélène découvre au bord d'une falaise un autre corps ensanglanté de jeune femme, qui s'avère être l'épouse de Léon, assassinée de la même manière. Sur les lieux du crime, elle découvre un briquet semblable à celui qu'elle a offert à Popaul pour son anniversaire, le ramasse et se tait. Le commissaire Grumbach, chargé de l'affaire, interroge Hélène sur les circonstances du meurtre. Quand Popaul rend visite, un soir, à Hélène, elle lui tend une cigarette pour qu'il la lui allume. Il la rassure sans le savoir, car il se sert du briquet qu'elle lui a offert, toujours en sa possession.
Popaul se propose de repeindre le plafond de l'appartement de la jeune femme ; alors qu'il cherchait un torchon pour nettoyer une tache de peinture, il découvre dans un tiroir le briquet qu'Hélène a récupéré. Il le met dans sa poche. À son retour de course, elle annonce un troisième meurtre semblable aux deux premiers.
Hélène découvre que Popaul a pris le briquet et a confirmation que ce dernier est bel et bien le tueur des jeunes femmes. À la nuit tombée, il l'appelle depuis la cour devant une fenêtre pour lui parler, mais elle refuse de le laisser entrer dans l'école. Apeurée, elle court fermer toutes les portes à clef. Il s'introduit tout de même dans la classe par un couloir. Il apparaît un couteau à la main, menaçant Hélène qui recule dans l'allée avant d'être plaquée au mur. Il lui explique les raisons de ses meurtres. Puis il se plante le couteau dans le bas-ventre. Hélène le soutient et l'emmène à l'hôpital : pendant le voyage, Popaul lui avoue ses sentiments et son amour... Après avoir été embrassé par Hélène, Popaul allongé sur un brancard, est emmené aux urgences. Hélène restée dans le hall d'entrée de l'établissement hospitalier, est alertée par un médecin lui annonçant que Popaul est décédé.
Hélène quitte l'hôpital et s'arrête, gagnée par l'émotion au bord d'une rivière : la nuit est brumeuse, la jeune femme reste là jusqu'au lever du jour.

## Fiche technique
- Titre original : Le Boucher
- Réalisation : Claude Chabrol
- Scénario et dialogues : Claude Chabrol
- Décors : Guy Littaye
- Costumes (Stéphan Audran) : Joseph Poulard
- Photographie : Jean Rabier
- Cadreur : Claude Zidi
- Son : Guy Chichignoud
- Musique : Pierre Jansen ; chanson de Dominique Zardi ; orchestre dirigé par André Girard
- Montage : Jacques Gaillard
- Production : André Génovès
- Directeur de production : Fred Surin
- Sociétés de production :  Les Films de La Boétie,  Euro International Film
- Sociétés de distribution : ParaFrance
- Pays de production :  France,  Italie
- Langue originale : français
- Format : couleur (Eastmancolor) — 35 mm — 1,85:1 — son Mono
- Genre : drame, thriller
- Durée : 93 minutes
- Dates de sortie en salles :
  - France : 27 février 1970 (première) ; 25 juillet 2001 (ressortie en salles)
  - États-Unis : 12 septembre 1970 (Festival du film de New York)
- (fr) Classification CNC[1] : tous publics, art et essai (visa d'exploitation no 36218 délivré le 18 février 1970)

## Distribution
- Stéphane Audran : Hélène Davile
- Jean Yanne : Paul Thomas, dit « Popaul »
- Roger Rudel : inspecteur Grumbach
- William Guérault : Charles
- Mario Beccaria : Léon Hamel
- Antonio Passalia : Angelo
- Pascal Ferone : Père Charpy
- Dominique Zardi : doublure chant d'Antonio Passalia
- Les habitants de Trémolat

## Sortie et accueil

### Accueil critique
Lors de sa sortie en salles, Le Boucher rencontre un accueil enthousiaste de la part de la critique de presse. Henry Chapier de Combat note qu'il s'agit de « l'une des plus belles histoires d'amour du cinéma contemporain » et qu'il faut voir « sans tarder […] le chef-d'œuvre d'un cinéaste parvenu à la maturité et à la perfection de son art ». Il salue également Jean Yanne comme « une bête de cinéma qu'on désespérait de trouver en France ».
Jean-Louis Bory du Nouvel Observateur écrit dans sa critique : « Jolie performance : Chabrol et Yanne réussissent à nous faire aimer un assassin sadique. »
Le site Indiewire le qualifie comme le « chef-d'œuvre de Chabrol, une construction élégante d'ambiance, de ton et d'atmosphère qui est d'une efficacité désarmante et extrêmement inquiétante ».

### Box-office
Le Boucher sort le 27 février 1970 dans les salles françaises. Le film démarre à la troisième place du box-office parisien avec 26 985 entrées dans trois salles. La semaine suivante, il enregistre 30 991 entrées en deuxième semaine. Le Boucher signe le meilleur score du réalisateur depuis La Ligne de démarcation en 1966 avec 219 001 entrées sur quatorze semaines d'exclusivité parisienne.
En France, le long-métrage enregistre un résultat de 1 148 554 entrées.

## Distinctions

### Récompenses
- 1970 : Prix de la meilleure actrice au festival de San Sebastián pour Stéphane Audran
- 1971 : Bodil du meilleur film européen pour Claude Chabrol

### Nomination
- 1973 : BAFTA Awards de la meilleure actrice pour Stéphane Audran

## Autour du film
- Le Boucher marque la troisième collaboration entre Claude Chabrol et Jean Yanne après La Ligne de démarcation (1966) et Que la bête meure (1969). Ils se retrouveront une quatrième et dernière fois pour Madame Bovary (1991).
- Le Boucher a été tourné à Trémolat, en Dordogne, et dans les grottes de Cougnac, dans le Lot, de septembre à octobre 1969.

Claude Chabrol fait explicitement une référence à Balzac en faisant lire à Mlle Hélène, l'institutrice, un extrait du chapitre V de La Femme de trente ans sous forme de dictée : 

« En entendant ouvrir la porte de la chambre avec brusquerie, Hélène s'était levée du divan sur lequel elle reposait ; mais elle vit le marquis et jeta un cri de surprise. Elle était si changée qu'il fallait les yeux d'un père pour la reconnaître. Le soleil des tropiques avait embelli sa blanche figure d'une teinte brune, d'un coloris merveilleux qui lui donnaient une expression de poésie ; et il y respirait un air de grandeur, une fermeté majestueuse, un sentiment profond par lequel l'âme la plus grossière devait être impressionnée. »

Par ailleurs, lors d'une fête, Popaul, déguisé en marquis, entame un pas de danse avec Mlle Hélène sur la musique de Jean-Baptiste Lully pour Le Bourgeois gentilhomme.

## Commentaire
« Chabrol se présentait comme un entomologiste, il y avait quelque chose dans son art de la mise en scène, une manière d’observer l’être humain comme un insecte. Une question traverse toute l’œuvre de Chabrol, et qui en fait pour moi le Fritz Lang français : non pas “qui a tué ?” mais “qui est celui qui a tué ?”. Chabrol a toujours dit que l’écran de cinéma était un miroir et que ce que le spectateur y voyait, c’était lui-même. Toute l’œuvre de Chabrol nous renvoie à cette question : qui suis-je, moi, être humain, qui regarde ce meurtrier sur l’écran ? Ce serait trop simple de rejeter le meurtrier dans le camp des monstres, et s’en détacher comme si l’écran nous en coupait alors qu’il nous en rapproche… »

— Hélène Frappat